# Orica GreenEdge/Saison 2014
Dieser Artikel listet Erfolge und Fahrer des Radsportteams Orica GreenEdge in der Saison 2014 auf.

## Erfolge in der UCI WorldTour
In den Rennen der Saison 2014 der UCI WorldTour gelangen die nachstehenden Erfolge.
| Datum          | Rennen                          | Sieger           |
| -------------- | ------------------------------- | ---------------- |
| 21. Januar     | 1. Etappe Tour Down Under       | Simon Gerrans    |
| 21.–26. Januar | Gesamtwertung Tour Down Under   | Simon Gerrans    |
| 9. April       | 3. Etappe Vuelta al País Vasco  | Michael Matthews |
| 27. April      | Liège–Bastogne–Liège            | Simon Gerrans    |
| 30. April      | 1. Etappe Tour de Romandie      | Michael Albasini |
| 1. Mai         | 2. Etappe Tour de Romandie      | Michael Albasini |
| 3. Mai         | 4. Etappe Tour de Romandie      | Michael Albasini |
| 9. Mai         | 1. Etappe Giro d’Italia (MZF)   | Orica GreenEdge  |
| 15. Mai        | 6. Etappe Giro d’Italia         | Michael Matthews |
| 18. Mai        | 9. Etappe Giro d’Italia         | Pieter Weening   |
| 15. Juni       | 2. Etappe Tour de Suisse        | Cameron Meyer    |
| 21. Juni       | 8. Etappe Tour de Suisse        | Esteban Chaves   |
| 25. August     | 3. Etappe Vuelta a España       | Michael Matthews |
| 12. September  | Grand Prix Cycliste de Québec   | Simon Gerrans    |
| 14. September  | Grand Prix Cycliste de Montréal | Simon Gerrans    |

## Erfolge in der UCI Africa Tour
In den Rennen der Saison 2014 der UCI Africa Tour gelangen die nachstehenden Erfolge.
| Datum      | Rennen                                           | Kat. | Sieger      |
| ---------- | ------------------------------------------------ | ---- | ----------- |
| 5. Februar | Südafrikanische Meisterschaft – Einzelzeitfahren | CN   | Daryl Impey |

## Erfolge in der UCI America Tour
In den Rennen der Saison 2014 der UCI America Tour gelangen die nachstehenden Erfolge.
| Datum           | Rennen                                      | Kat. | Sieger         |
| --------------- | ------------------------------------------- | ---- | -------------- |
| 16. Mai         | 6. Etappe Kalifornien-Rundfahrt             | 2.HC | Esteban Chaves |
| 26. Juni        | Kanadische Meisterschaft – Einzelzeitfahren | CN   | Svein Tuft     |
| 28. Juni        | Kanadische Meisterschaft – Straßenrennen    | CN   | Svein Tuft     |
| 7. September    | 5. Etappe Tour of Alberta                   | 2.1  | Daryl Impey    |
| 2.–7. September | Gesamtwertung Tour of Alberta               | 2.1  | Daryl Impey    |

## Erfolge in der UCI Asia Tour
In den Rennen der Saison 2014 der UCI Asia Tour gelangen die nachstehenden Erfolge.
| Datum       | Rennen                        | Kat. | Sieger          |
| ----------- | ----------------------------- | ---- | --------------- |
| 11. Februar | 3. Etappe Tour of Qatar (EZF) | 2.HC | Michael Hepburn |

## Erfolge in der UCI Europe Tour
In den Rennen der Saison 2014 der UCI Europe Tour gelangen die nachstehenden Erfolge.
| Datum            | Rennen                                            | Kat. | Sieger           |
| ---------------- | ------------------------------------------------- | ---- | ---------------- |
| 6. April         | Vuelta a La Rioja                                 | 1.1  | Michael Matthews |
| 2. Mai           | 6. Etappe Presidential Cycling Tour of Turkey     | 2.HC | Adam Yates       |
| 27. April–4. Mai | Gesamtwertung Presidential Cycling Tour of Turkey | 2.HC | Adam Yates       |
| 30. Mai          | 3. Etappe Bayern-Rundfahrt                        | 2.HC | Daryl Impey      |
| 19. Juni         | 1. Etappe Tour de Slovénie (EZF)                  | 2.1  | Michael Matthews |
| 26. Juli         | Gran Premio Industria e Artigianato di Larciano   | 1.1  | Adam Yates       |
| 27. Juli         | Giro della Toscana                                | 1.1  | Pieter Weening   |
| 18. September    | Tre Valli Varesine                                | 1.HC | Michael Albasini |

## Erfolge in der UCI Oceania Tour
In den Rennen der Saison 2014 der UCI Oceania Tour gelangen die nachstehenden Erfolge.
| Datum         | Rennen                                        | Kat. | Sieger          |
| ------------- | --------------------------------------------- | ---- | --------------- |
| 8. Januar     | Australische Meisterschaft – Einzelzeitfahren | CN   | Michael Hepburn |
| 12. Januar    | Australische Meisterschaft – Straßenrennen    | CN   | Simon Gerrans   |
| 7. Februar    | 2. Etappe Herald Sun Tour                     | 2.1  | Simon Clarke    |
| 5.–8. Februar | Gesamtwertung Herald Sun Tour                 | 2.1  | Simon Clarke    |

## Zugänge – Abgänge
| Zugänge                      | Team 2013       | Abgänge              | Team 2014                   |
| ---------------------------- | --------------- | -------------------- | --------------------------- |
| Ivan Santaromita             | BMC Racing Team | Sebastian Langeveld  | Garmin Sharp                |
| Mathew Hayman                | Sky ProCycling  | Fumiyuki Beppu       | Trek Factory Racing         |
| Esteban Chaves               | Colombia        | Travis Meyer         | Drapac Professional Cycling |
| Damien Howson                | Orica GreenEdge | Wesley Sulzberger    | Drapac Professional Cycling |
| Adam Yates                   | Neoprofi        | Daniel Teklehaimanot | MTN Qhubeka                 |
| Simon Yates                  | Neoprofi        | Baden Cooke          | Karriereende                |
| Nino Schurter (ab 18. April) | Neoprofi        | Allan Davis          | Karriereende                |
| Caleb Ewan (ab 6. September) | Neoprofi        | Stuart O’Grady       | Karriereende                |
|                              |                 | Tomas Vaitkus        | Karriereende                |

## Mannschaft
| Name                | Geburtstag          | Nationalität           |              |
| ------------------- | ------------------- | ---------------------- | ------------ |
| Michael Albasini    | 20. Dezember 1980   | Schweiz                |              |
| Sam Bewley          | 22. Juli 1987       | Neuseeland             |              |
| Esteban Chaves      | 17. Januar 1990     | Kolumbien              |              |
| Simon Clarke        | 18. Juli 1986       | Australien             |              |
| Mitchell Docker     | 2. Oktober 1986     | Australien             |              |
| Luke Durbridge      | 9. April 1991       | Australien             |              |
| Caleb Ewan          | 11. Juli 1994       | Australien             |              |
| Simon Gerrans       | 16. Mai 1980        | Australien             |              |
| Matthew Goss        | 5. November 1986    | Australien             |              |
| Mathew Hayman       | 20. April 1978      | Australien             |              |
| Michael Hepburn     | 17. August 1991     | Australien             |              |
| Leigh Howard        | 18. Oktober 1989    | Australien             |              |
| Damien Howson       | 13. August 1992     | Australien             |              |
| Daryl Impey         | 6. Dezember 1984    | Südafrika              |              |
| Jens Keukeleire     | 23. November 1988   | Belgien                |              |
| Aidis Kruopis       | 26. Oktober 1986    | Litauen                |              |
| Brett Lancaster     | 15. November 1979   | Australien             |              |
| Michael Matthews    | 26. September 1990  | Australien             |              |
| Christian Meier     | 21. Februar 1985    | Kanada                 |              |
| Cameron Meyer       | 11. Januar 1988     | Australien             |              |
| Jens Mouris         | 12. März 1980       | Niederlande            |              |
| Ivan Santaromita    | 30. April 1984      | Italien                |              |
| Nino Schurter       | 13. Mai 1986        | Schweiz                |              |
| Svein Tuft          | 9. Mai 1977         | Kanada                 |              |
| Pieter Weening      | 5. April 1981       | Niederlande            |              |
| Adam Yates          | 7. August 1992      | Vereinigtes Königreich |              |
| Simon Yates         | 7. August 1992      | Vereinigtes Königreich |              |
| Stagiaires          | Stagiaires          | Nationalität           | Nationalität |
| Magnus Cort Nielsen | Magnus Cort Nielsen | Dänemark               |              |